# Hakenterrasse

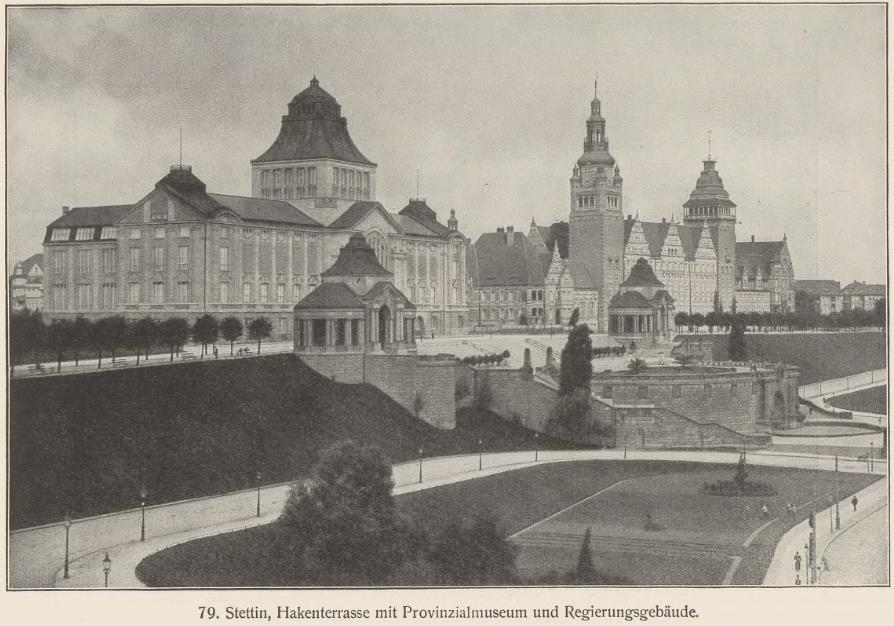
Hakenterrasse mit Museum und Regierungsgebäude, um 1919

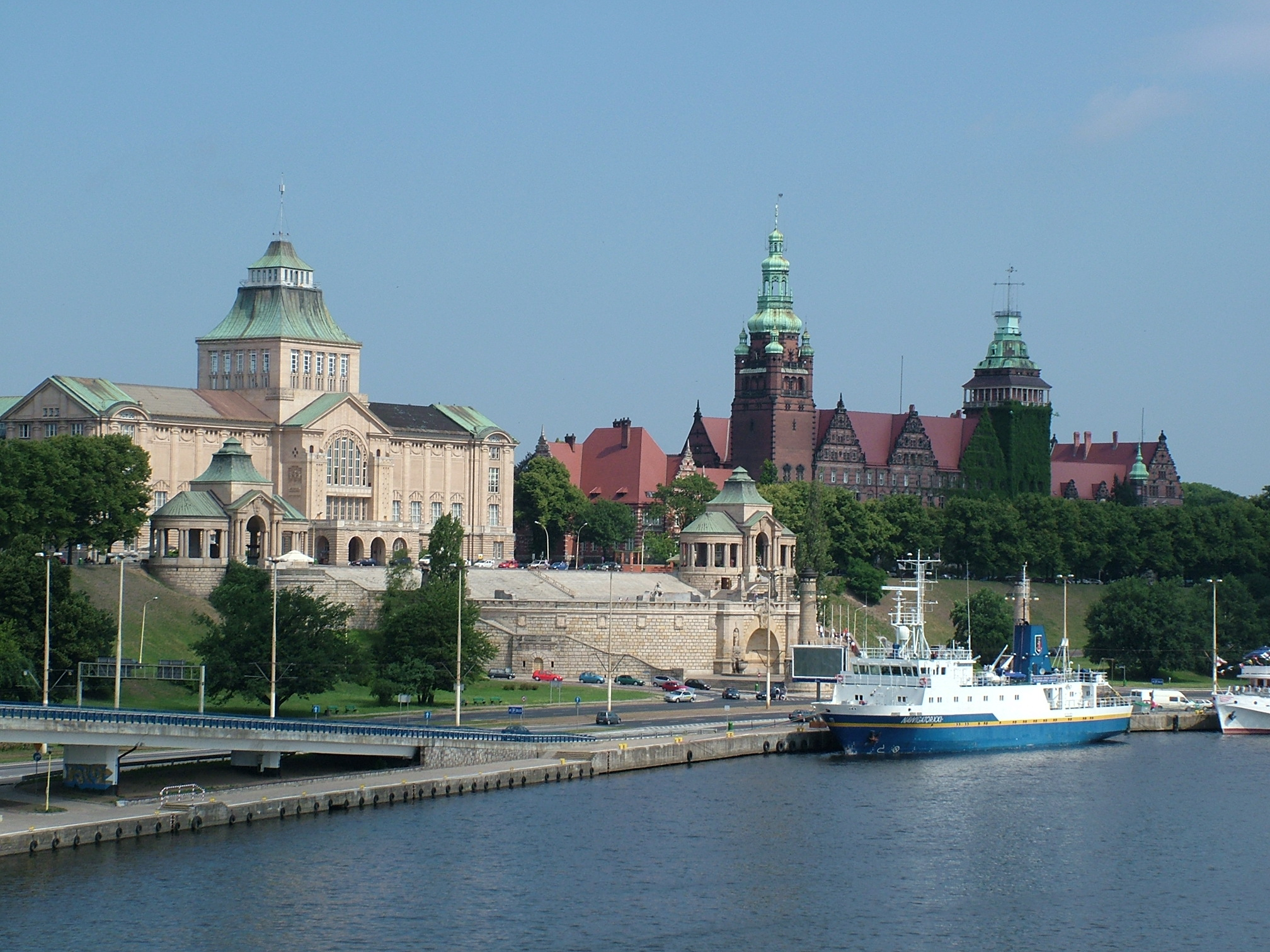
Hakenterrasse mit Museum und Woiwodschaftsgebäude, 2006

Die 500 Meter lange Hakenterrasse (polnisch Wały Chrobrego) ist ein bekanntes Bauensemble in Stettin. Es wurde durch den Stadtbaurat Wilhelm Meyer-Schwartau geplant und gebaut. Die am westlichen Ufer der Oder gelegene Anlage entstand zwischen 1900 und 1914 auf dem Gelände des ehemaligen Fort Leopold. Sie wurde nach dem langjährigen (1878–1907) Oberbürgermeister Hermann Haken benannt.

## Beschreibung
Die gesamte Anlage ist einheitlich aus Sandsteinblöcken gemauert. Zentral steht eine Plattform mit der Springbrunnengrotte darunter. In den Stein gehauen sind Name, Baudaten (1902–1907), Wappen der Provinz Pommern sowie Plastiken. Links und rechts der Treppenaufgänge befinden sich als Lampenträger stilisierte Leuchttürme. Oben begrenzt beiderseits ein großer Pavillon das Plateau. Die Hangböschung und die Flächen zur Oder sind mit Wiesen, Busch- und Baumgruppen gestaltet. Auf halber Höhe weitet sich ein Halbrund mit der Skulptur Herkules im Kampf mit Nessos, 1913 von Karl Ludwig Manzel gefertigt. Oberhalb des Plateaus befindet sich die Freitreppenanlage zum Museum.

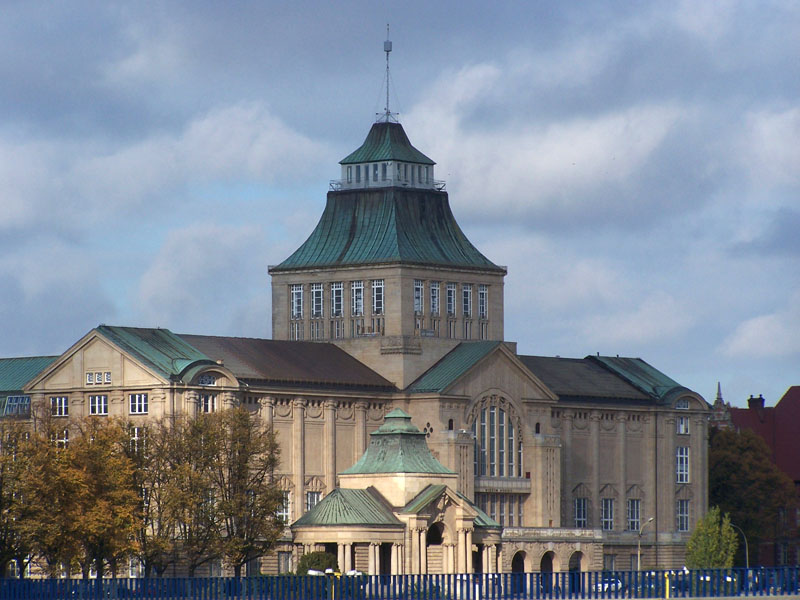
Museumskomplex

Oberhalb der Terrasse stehen zentral das ehemalige Städtische Museum Stettin, seit Beginn des 21. Jahrhunderts das Polnische Nationale Seemuseum. Nördlich daneben befindet sich das einstige Regierungsgebäude des Regierungsbezirks Stettin (jetzt Verwaltungssitz der Woiwodschaft Westpommern) zu sehen, 1906–1911 nach Plänen Paul Kieschkes und ausgeführt von Paul Lehmgrübner. Südlich folgen die 1966 gegründete Seefahrtsakademie in den benachbarten Gebäuden des ehemaligen Landesfinanzamts Pommern (1914–1921 erbaut von Karl Hinckeldeyn und Heinrich Osterwold, bis 1923 Hauptzolldirektion) und die ehemalige Landesversicherungsanstalt Pommern (1902–1905 von Emil Drews).
Die Hakenterrasse bildet mit dem Museum sowohl stilistisch als auch bautechnisch eine Einheit (Bauensemble).
Der heutige polnische Name – Wälle Boleslaus' des Tapferen – bezieht sich auf Boleslaus I. und spiegelt die Überzeugung der ersten polnischen Entscheidungsträger wider, dass Stettin nach Jahrhunderten der deutschen „Fremdherrschaft“ nach Durchsetzung der Oder-Neiße-Grenze wiedergewonnen worden sei. Um diesen piastischen Mythos im Bewusstsein der Bevölkerung zu verankern und diese von der historischen Gerechtigkeit der Annexion der vormaligen deutschen Gebiete zu überzeugen, überzog man die ‚Wiedergewonnenen Gebiete‘ mit einem Netz von Bezeichnungen, die mit dem Piastengeschlecht in Verbindung stehen, auch wenn die Bauten selbst keinerlei Bezug zu den piastischen Herrschern haben.
Wie andere Bauwerke in Stettin wurde auch die Hakenterrasse polonisiert. So wurde die deutsche Aufschrift über der Konzertmuschel am Fuß der Freitreppe („Hakenterrasse erbaut 1907–1909“) überputzt. Ursprünglich waren 12 deutsche Hafenstädte und ihre Namen eingemeißelt. Nach 1945 waren die Städte Swinemünde (Świnoujście), Kolberg (Kołobrzeg), Stolp (Słupsk), Danzig, Elbing (Elbląg), Königsberg (Kaliningrad) und Memel (Klaipėda) keine deutschen Städte mehr und wurden beibehalten, wobei nur die Namen polonisiert wurden. Für die weiteren sieben nach wie vor deutschen Städte wurden polnische Ersetzungen gewählt. So wurde aus Greifswald Sopot und aus Kiel Łeba. Die polnischen Namen sind aber meist kürzer, so dass Teile der nicht mehr benötigten Beschriftung überputzt wurde, wodurch dieses Ersetzen heute noch auffällt.